# Национальный музей Сомали
Национальный музей Сомали (сомал. Matxafka Qarankais) — музей, расположенный в столице страны Могадишо. Был основан в 1933 году колониальными властями Итальянского Сомали. Закрыт в 1991 году, а в сентябре 2019 года музей был вновь открыт спустя почти через 30 лет после закрытия, в настоящее время здесь хранится ряд важных исторических артефактов.

## Старый музей
Национальный музей Сомали расположен в двухэтажном здании, построенном в 1872 году по просьбе оманского султана Занзибара Баргаша ибн Саида в качестве резиденции для губернатора Могадишо Сулеймана бена Хамеда, после того, как получил разрешение от сомалийского султана Ахмеда Юсуфа Махамуда из султаната Геледи.
В 1933 году здание было полностью реконструировано и приспособлено под музей Сомали и стало самым важным культурным местом в итальянском Могадишо. «Музей делла Гареса» был официально открыт для публики в следующем году губернатором Маурицио Рава. Во время Второй мировой войны музей сильно пострадал.
В 1960 году был переименован в Национальный музей, после обретения Сомали независимости. В 1985 году Национальный музей был перенесен, а здание было названо Старый музей Гареса и преобразовано в региональный музей.

## Национальный музей
В 1985 году открылся культурный центр Могадишо, который состоял из Национального театра, Национальной библиотеки и Национального музея. Архитектура Национального музея подвержена исламскому влиянию, здание состоит из главного помещения с четырьмя выставочными этажами. На территории музея также находится прямоугольное четырехэтажное здание, в котором расположены технические и административные помещения. Генеральным директором музея является Ахмед Фарах Варсаме.

### Выставки
Выставочные залы были открыты в мае 1987 года:
- Первый этаж: археологические и этнографические выставки.
- Первый этаж: историческая выставка (Колониальное сопротивление и период после обретения независимости).
- Второй этаж: выставки исторического оружия и современной армии, языка и литературы.
- Третий этаж: временные выставки.

### Закрытие
После начала гражданской войны в 1991 году музей закрылся. В последующие годы его инфраструктуре был нанесен значительный ущерб.

## Новый Национальный музей
Впоследствии Национальный музей вновь открылся. По состоянию на январь 2014 года здесь хранилось множество культурно важных артефактов. Среди них: старинные монеты и инструменты, традиционные произведения искусства, древнее оружие и керамические изделия.